# Polonnaruwa
Polonnaruwa (syng. පොළොන්නරුව, tamil. பொலன்னறுவை) – zabytkowe miasto w Sri Lance. Po zniszczeniu Anuradhapury w 993 n.e. przez władcę hinduskiego Rajaraja Chola I dotychczasowa okresowa rezydencja królewska została przekształcona w stolicę. Zbudowano obiekty religii hinduistycznej, w tym świątynię boga Śiwy.
Odzyskanie Cejlonu przez króla Vikkamabahu (znanego też jako Kassapa VI) nie tylko nie pozbawiło Polonnaruwy funkcji stołecznych, ale została ona zabudowana dodatkowo świątyniami buddyjskimi, z których najważniejsza była Hatadage (Świątynia Zęba Buddy). Największy rozkwit osiągnęła Polonnaruwa w okresie panowania króla Parâkramabâhu I Wielkiego w latach 1153–1186. Stworzył on otoczone potrójnym murem bajkowe miasto-ogród, w którym pałace i świątynie były wtopione w krajobraz.
Z okresu jego panowania pochodzi także Lankatilaka, potężna ceglana budowla z zachowanym wielkim posągiem Buddy oraz Gal Vihara, klasztor z zespołem wielkich rzeźb skalnych. Jeden z jego następców, król Nissanka Malla, zbudował jeszcze jedną imponującą budowlę – Rankot Vihara, jest to stupa o średnicy 175 m i o wysokości 55 m. W późniejszym okresie miasto było często najeżdżane przez sąsiadów, funkcję stolicy pełniło jeszcze okresowo w XIII wieku. Starożytne miasto Polonnaruwa zostało w 1982 r. wpisane na Listę zabytków światowego dziedzictwa UNESCO.

## Ważniejsze zabytki
- Ruiny pałacu królewskiego -
  - właściwy pałac o wymiarach 13 na 31 metrów o ścianach grubości 3 metrów;
  - sala audiencyjna (sala posiedzeń Rady Królewskiej);
  - basen;

- Zespół świątyń, tzw. czworokąt świątynny:
  - Vatadage, "Okrągła Świątynia" o średnicy około 18 m, z czterema wejściami i umieszczoną centralnie małą stupą mieszczącą cztery posągi siedzącego Buddy;
  - Hatadage, świątynia, w której przechowywano relikwię zęba Buddy;
  - Thuparama, najlepiej zachowana świątynia w Polonnaruwie, z ceglanym dachem;
  - Latha Mandapaya, mała stupa otoczona kamiennymi kolumnami i obwiedziona wyciętą z kamienia balustradą naśladującą drewno;
  - Gal Pota, czyli "kamienna książka", blok kamienny z inskrypcjami;
  - Satmahal Prasada, sześciopoziomowa budowla w kształcie pagody;
- Lankatilaka – potężna ceglana budowla z zachowanym wielkim posągiem Buddy;
- Gal Vihara – świątynia skalna, zespół czterech rzeźb w ścianie skalnej wyobrażających Buddę;
- Rankot Vihara – monumentalna stupa o średnicy 175 m i o wysokości 55 m.